# Ето Сімпей
Ето́ Сімпе́й (яп. 江藤新平, えとうしんぺい; 18 березня 1834 — 13 квітня 1874) — японський політичний діяч, юрист, законодавець кінця періоду Едо — початку періоду Мейдзі. Один з керівників реставрації Мейдзі, перший міністр юстиції Японії (31 травня 1872— 19 квітня 1873). Співзасновник Патріотичної громадської партії (1874). Керівник Саґського повстання (1874). Справжнє імя — Ето́ Тане́о, псевдонім — Нампаку.

## Короткі відомості
Ето Сімпей народився 18 березня 1834 в західнояпонському уділі Саґа-хан, в родині дрібного самурая. Змалечку хлопець навчався під керівництвом Едайосі Сінйо, вченого течії кокуґаку. Під впливом наставника Сімпей взяв участь русі «Шануймо Імператора, геть варварів!», який мав за мету повалення сьоґунату Токуґава та вигнання іноземців з Японії. 1862 року юнак без дозволу місцевої влади полишив рідний уділ і прибув до Кіото, де познайомився із Сандзьо Санетомі. Проте влада змусила Сімпея повернутися додому і взяла під домашній арешт.
1867 року уряд Саґа-хану звільнив Сімпея і призначив інспектором ханських повітів. Після реставрації Мейдзі 1868 року новий Імператорський уряд прийняв його на службу військовим наглядачем міста Едо. На цій посаді юний адміністратор виступав за перенесення столиці Японії з Кіото до Едо, майбутнього Токіо.
Керівники Імператорського уряду вважали Сімпея талановитим юристом і тому сприяли його кар'єрному росту. Так, після виконання обов'язків голови Едоського суду, він керував громадськими і фінансовими справами міста на посаді судді Едоського гарнізону, а з 1871 року виконував обов'язки віце-міністра культури і віце-голови Лівої палати Великої державної ради, що займалася підготовкою законопроєктів. Сімпей був головним відповідальним за укладання нового японського цивільного кодексу, який базувався на французькому праві.
31 травня 1872 року, за заслуги в царині юриспруденції, Сімпей був призначений першим міністром юстиції Японії. Він докладав зусиль до становлення незалежної судової влади в країні, уніфікації поліцейських структур і затвердження нового кримінального кодексу, що діяв до 1880 року.
1873 року Сімпея підвищили до Імператорського радника. В ході дебатів про завоювання Кореї він підтримав сторону силовиків Сайґо Такаморі й Ітаґакі Тайсуке. Після поразки в дебатах міністр полишив уряд і перейшов в опозицію.
В січні 1874 року Сімпей підписав разом із Ітаґакі Тайсуке та Соедзімою Танеомі Петицію до уряду з вимогою створення Парламенту, депутати якого обиралися б всенародним голосуванням. Наступного місяця того ж року, протестуючи проти олігархизації влади, він очолив самурайську опозицію колишнього Саґа-хану. Ставши головою Партії завоювання Кореї, Сімпей підняв повстання проти центральної влади в Саґа. Урядові війська придушили цей збройний виступ за півтора місця. Сімпея, який намагався втекти до провінції Тоса, арештували і стратили 13 квітня 1874 року. Його голова була виставлена на показ.